# Gwinea Równikowa na Mistrzostwach Świata w Lekkoatletyce 2015
Gwinea Równikowa na Mistrzostwach Świata w Lekkoatletyce 2015 – reprezentacja Gwinei Równikowej podczas Mistrzostw Świata w Pekinie liczyła 1 zawodniczkę, która nie zdobyła medalu.

## Występy reprezentantów Gwinei Równikowej
| Konkurencja          | Zawodniczka    | Runda 1  | Runda 1 | Półfinał | Półfinał | Finał    | Finał   |
| Konkurencja          | Zawodniczka    | Rezultat | Pozycja | Rezultat | Pozycja  | Rezultat | Pozycja |
| -------------------- | -------------- | -------- | ------- | -------- | -------- | -------- | ------- |
| Bieg na 100 m kobiet | Marlene Mevong | 12,56    | 50.     | NQ       | NQ       | NQ       | NQ      |